# أسا دانفورث
أسا دانفورث (بالإنجليزية: Asa Danforth)‏ هو عسكري أمريكي، ولد في 6 يوليو 1746 في ورسستر في الولايات المتحدة، وتوفي في 2 سبتمبر 1818.